# Spoorlijn Aalborg - Frederikshavn
De spoorlijn Aalborg - Frederikshavn (Deens: Vendsysselbanen) is een hoofdspoorlijn tussen Aalborg en Frederikshavn in het noordoosten van het schiereiland Jutland in Denemarken.

## Geschiedenis
De lijn werd op 15 augustus 1871 geopend door de Danske Statsbaner, na voltooiing van de brug over het Limfjord in 1875 konden de treinen rechtstreeks van Aalborg naar Frederikshavn rijden.

### Brug Limfjord
Op 28 maart 2012 werd de brug over het Limfjord aangevaren door de Finse containerschip Ramona. De schade aan de brug en de bediening is zo groot dat het treinverkeer voor maanden onderbroken is. Op 21 april 2012 werd het bewegend deel van de brug door een hefbok verwijderd. Op 29 april 2013 is de brug heropend.
Op 10 mei 2012 werd in een overeenkomst tussen DSB, Banedanmark, Balfour Beatty Rail Danmark met Stena Line opgemaakt naar aanleiding van de defecte brug over het Limfjord om onder meer bouwmaterieel voor de spoorlijn via Göteborg naar Frederikshavn te vervoeren. Het gaat om onder meer het vervoer van onderhoudsmachines en 20.000 ton spoorstaven uit Duitsland. Omdat door de vervroegde onderhoud aan de spoorlijn de treinstellen niet kunnen worden gebruikt kwam DSB met Stena Line overeen om het overtolige spoorwegmaterieel in de vorm van 4 treinstellen van het type IC3 en 6 treinstellen van het type MR op 3 juni 2012 en 5 juni 2012 met de veerboot Stena Scanrail van Frederikshavn naar Göteborg te vervoeren.
Wegens de onzekerheid over de heropening van de spoorbrug wordt de treindienst per 9 december 2012 tussen Lindholm en Frederikshavn gestart. Hiervoor worden op 3 en 5 december 2012 twee treinstellen van het type IC3 en acht treinstellen van het type MR met de veerboot Stena Scanrail via Göteborg naar Frederikshavn gebracht.

## Treindiensten

### DSB
De Danske Statsbaner (DSB) verzorgt het personenvervoer op dit traject met RE / RB treinen.

## Aansluitingen
In de volgende plaatsen is of was er een aansluiting op de volgende spoorlijnen:

### Aalborg
- Aalborg - Hadsund
- Århus - Aalborg

### Nørresundby
- Fjerritslev - Frederikshavn

### Hjørring
- Hjørring - Aabybro
- Hjørring - Hirtshals
- Hjørring - Hørby

### Frederikshavn
- Fjerritslev - Frederikshavn
- Frederikshavn - Skagen
- Stena Line met de veerboot Stena Scanrail van Göteborg voor bloktreinen met goederen van Volvo Car Corporation te Göteborg naar Volvo te Gent